# Héléna Arsène Darmesteter
Pour les articles homonymes, voir Darmesteter et Hartog.
Helena Darmesteter, née Helena Hartog à Londres en juin 1848 et morte le 15 mars 1940 à Bath, en 1940, est une peintre portraitiste britannique.

## Biographie
Helena Darmesteter est la fille d'un professeur de français, Alphonse Hartog et de Marion Hartog, l'éditrice du premier magazine féminin juif. Ses parents tenaient un pensionnat français où Helena apprit à parler très tôt le français. Elle a une sœur Cécile Sarah Hartog (1857-1940), compositrice et pianiste et trois frères :  Philip (en) (1864-1947), chimiste ; Numa (1846-1971), mathématicien et Marcus Hartog (1851-1924), zoologiste.
Plus tard, elle part à Paris pour étudier la peinture, sous la direction de Gustave Courtois, Louis-Joseph-Raphaël Collin et Léon Glaize. C'est là qu'elle rencontrera son mari, Arsène Darmesteter, philologue et érudit du judaïsme qu'elle épouse en 1877.
Elle devient une peintre portraitiste à succès, exposant à la Royal Academy en 1891 et 1894 et à l'Exposition Universelle de Paris en 1900. Elle a également exposé des œuvres aux Royal Academy Summer Exhibitions, en 1907 et 1908. Son autoportrait et Étude d'une femme devant un miroir ont été inclus dans le livre Women Painters of the World publié en 1905.
Elle a été membre de la Société des Artistes Français et de la Société Nationale des Beaux-Arts. Dans les années 1910 et 1920, elle exerce son art et vit au 40, rue Notre-Dame des-Champs dans le 6e arrondissement de Paris,.
En 1929, elle expose encore au Salon de la Société des Artistes Français deux toiles : Margaret et Souvenirs de voyage et en 1932, elle expose au Salon de la Nationale le Portrait de M. de Fleuriau, ambassadeur de France à Londres.
Elle est morte en 1940, à l'âge de 92 ans, en Angleterre.

## Galerie

Œuvres d'Héléna Darmesteter
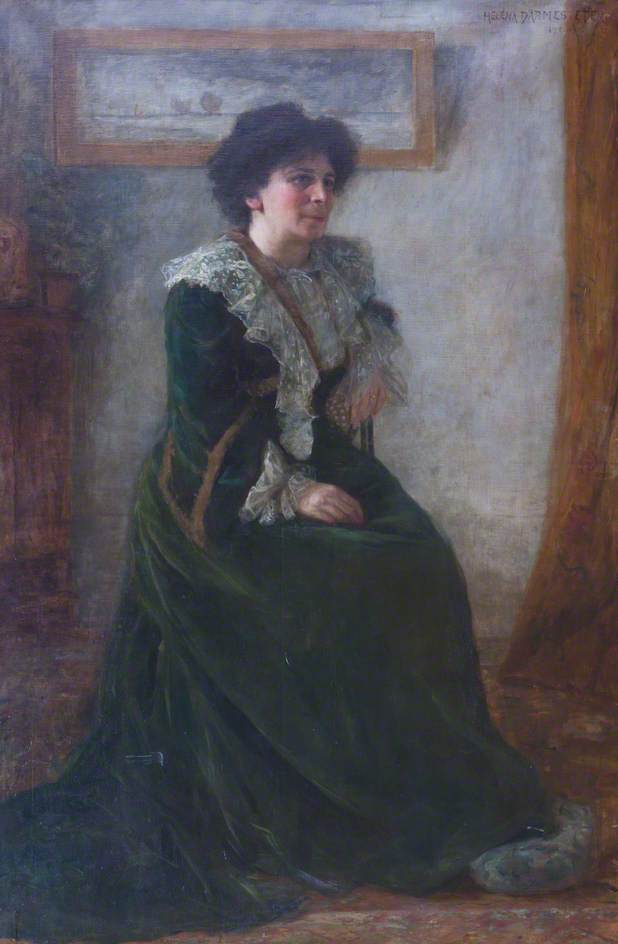
Portrait d'Hertha Ayrton
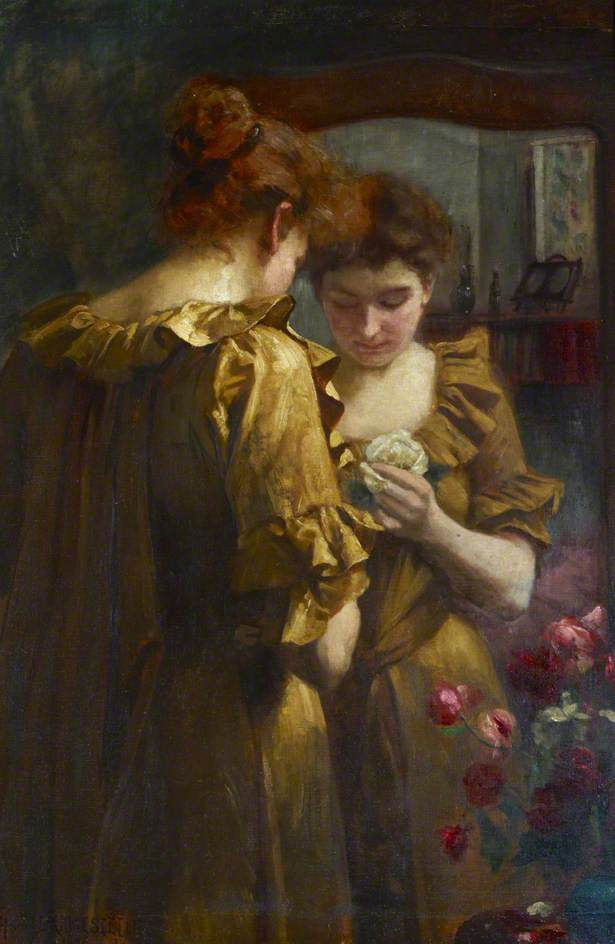
Étude d'une femme devant un miroir, 1896
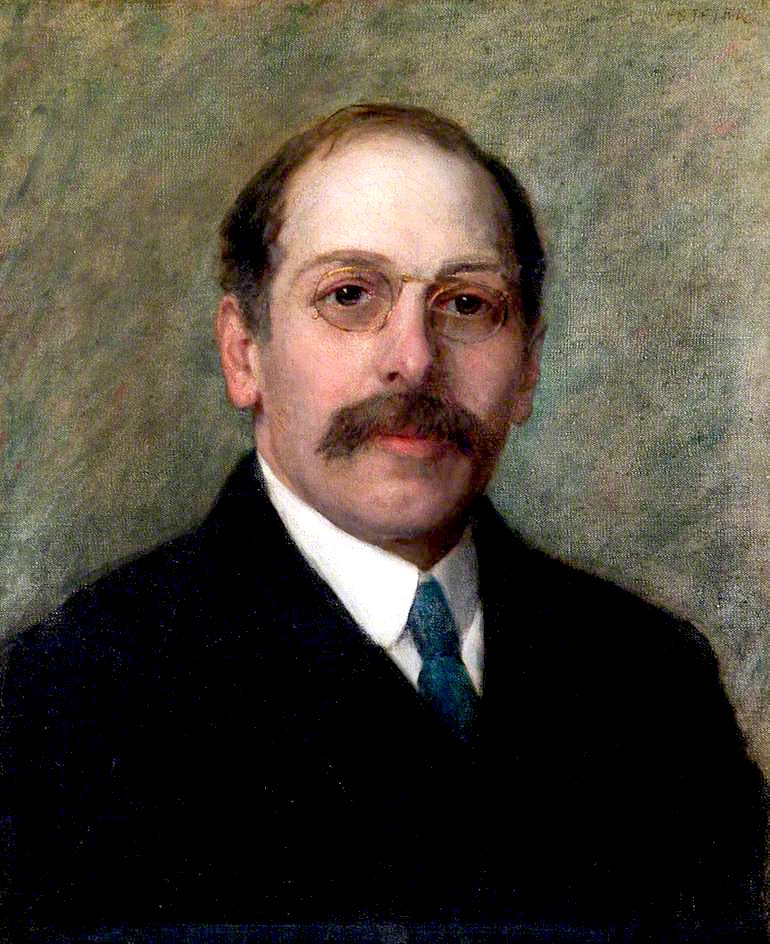
Portrait de Philip Hartog, frère de l'artiste.
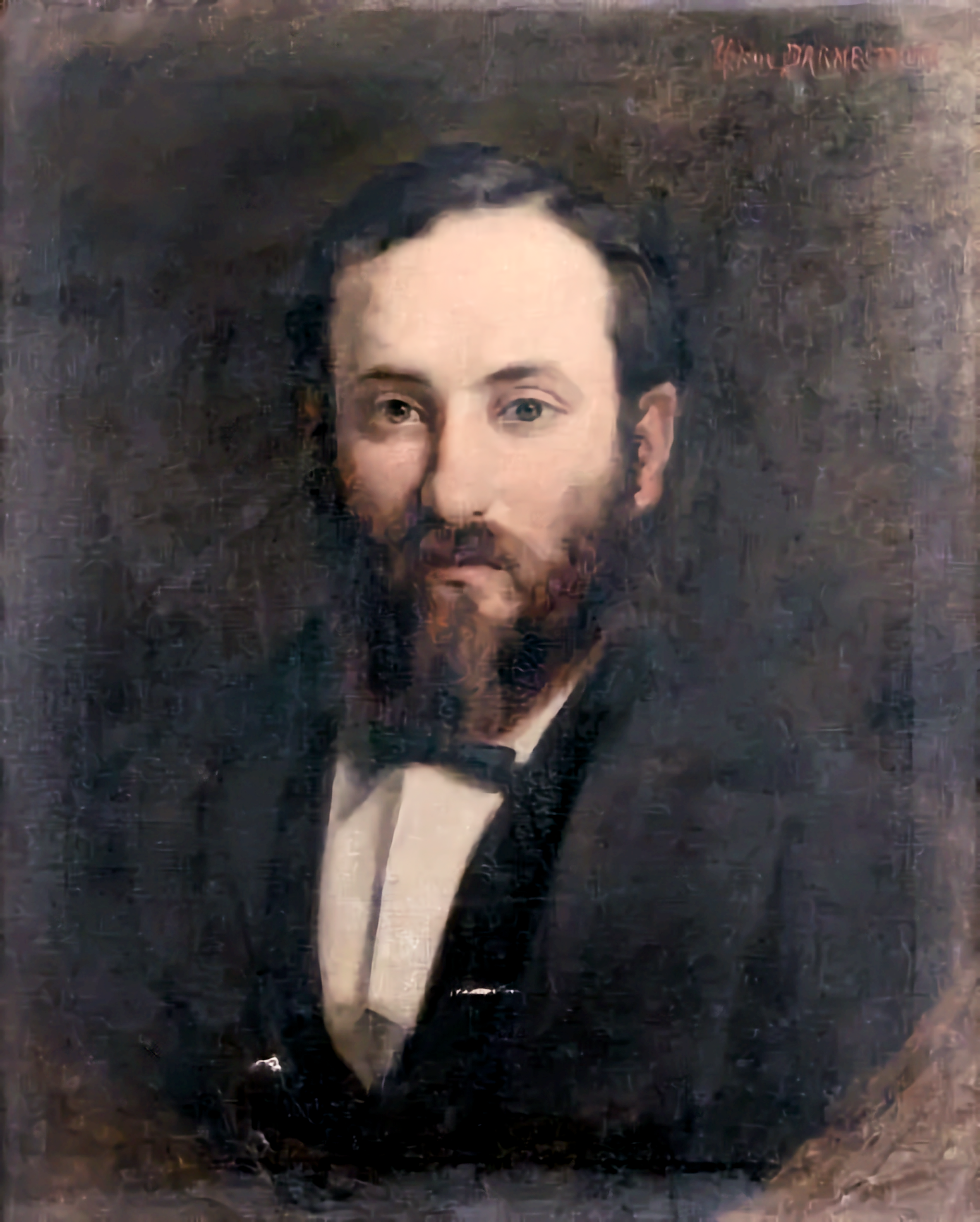
Portrait d’Arsène Darmesteter, mari de l'artiste.